# Xã Alma, Quận Harlan, Nebraska
Xã Alma (tiếng Anh: Alma Township) là một xã thuộc quận Harlan, tiểu bang Nebraska, Hoa Kỳ. Năm 2010, dân số của xã này là 190 người.